# Олена Вальдек-Пірмонтська (1861—1922)
Олена Фредеріка Августа Вальдек-Пірмонтська (нім. Helene Friederike Auguste zu Waldeck und Pyrmont, 17 лютого 1861 — 1 вересня 1922) — принцеса Вальдек-Пірмонту з Вальдекського дому, донька князя Вальдек-Пірмонту Георга Віктора та принцеси Нассауської Олени, дружина британського принца Леопольда, герцога Олбані, матір останнього герцога Саксен-Кобург-Готи Карла Едуарда.

## Біографія

### Ранні роки
Народилась 17 лютого 1861 року в Арользені. Була п'ятою донькою в родині князя Вальдек-Пірмонту Георга Віктора та його першої дружини Олени Нассауської. Мала старших сестер Софію, Пауліну, Марію та Емму. За чотири роки у неї з'явився молодший брат Фрідріх, а згодом — менша сестра Єлизавета.
Мешкала родина в Арользенському палаці, літо проводили у Пірмонтському замку. Під наглядом матері принцеса здобула домашню освіту. Суворе багатогранне виховання додало їй почуття обов'язку і самодисципліни. Георг Віктор зробив доньку керівником початкових шкіл у князівстві. На цій посаді принцеса розробила навчальну програму для учнів.
Разом із сестрами Пауліною та Еммою, була однією з кандидатур у наречені для короля Нідерландів Віллема III. На початку 1879 року відбулося весілля Віллема та Емми. Пауліна у травні 1881 року одружилася зі спадкоємним принцом Бентгейм-Штейнфуртським Алексісом.
У 1881 році до Арользену прибув молодший син королеви Вікторії Леопольд. Правителька, після кількох невдалих спроб знайти для нього наречену, звернула увагу на добру репутацію родини і сподівалася, що Олена виявиться підходящою партією. Після кількох зустрічей молодих людей та переговорів між батьками, парі дозволили побути наодинці. На зустрічі 17 листопада Леопольд заспівав для дівчини італійську любовну пісню. Нетиповий підхід принца спрацював, і наступного дня було оголошено про їхні заручини.

### Шлюбне життя
У 21-річному віці взяла шлюб із 28-річним британським принцом Леопольдом. Вінчання пройшло у каплиці Святого Георга у Віндзорському замку 27 квітня 1882 року.
На нареченій була сукня з білого атласу, прикрашена помаранчевими та миртовими квітами, зроблена у Парижі, а також шлейф, розшитий срібними ліліями та прикрашений брюссельським мереживом. Довга фата з тюлю підтримувалася алмазною родинною діадемою та вінком з тих же квітів. Подружками Олени були леді Мері Кемпбелл, Бланш Батлер, Феодора Йорк, Флоренс Бутл-Вілбрехем, Ермунтруда Рассел, Александріна Ван-Темпест, Енн Ліндсей і Флоренс Енсон. Леопольд подарував нареченій діамантове кольє, велику діамантову зірку, рубіновий та алмазний браслети, сапфірові та діамантові сережки, іспанське мереживо та віяло, що також можна побачити на весільних фотографіях.
Оселилася пара у Клермонт-Хаусі в графстві Суррей. Шлюб був щасливим. У них народилося двоє дітей. Здобувши добру освіту, Олена полюбляла вирішувати математичні завдання та читати філософські трактати й книги з історії. Леопольд з гордістю відрекомендував дружину колу вчених, з якими потоваришував в Оксфордському університеті. Герцогиня підтримувала ці дружні стосунки все життя.
Чоловік пішов з життя за два роки після весілля. Він помер у Каннах, посковзнувшись у яхт-клубі та забивши коліно, оскільки страждав на гемофілію. Олена в цей час була вагітною другою дитиною і за кілька місяців народила сина.

### Подальше життя

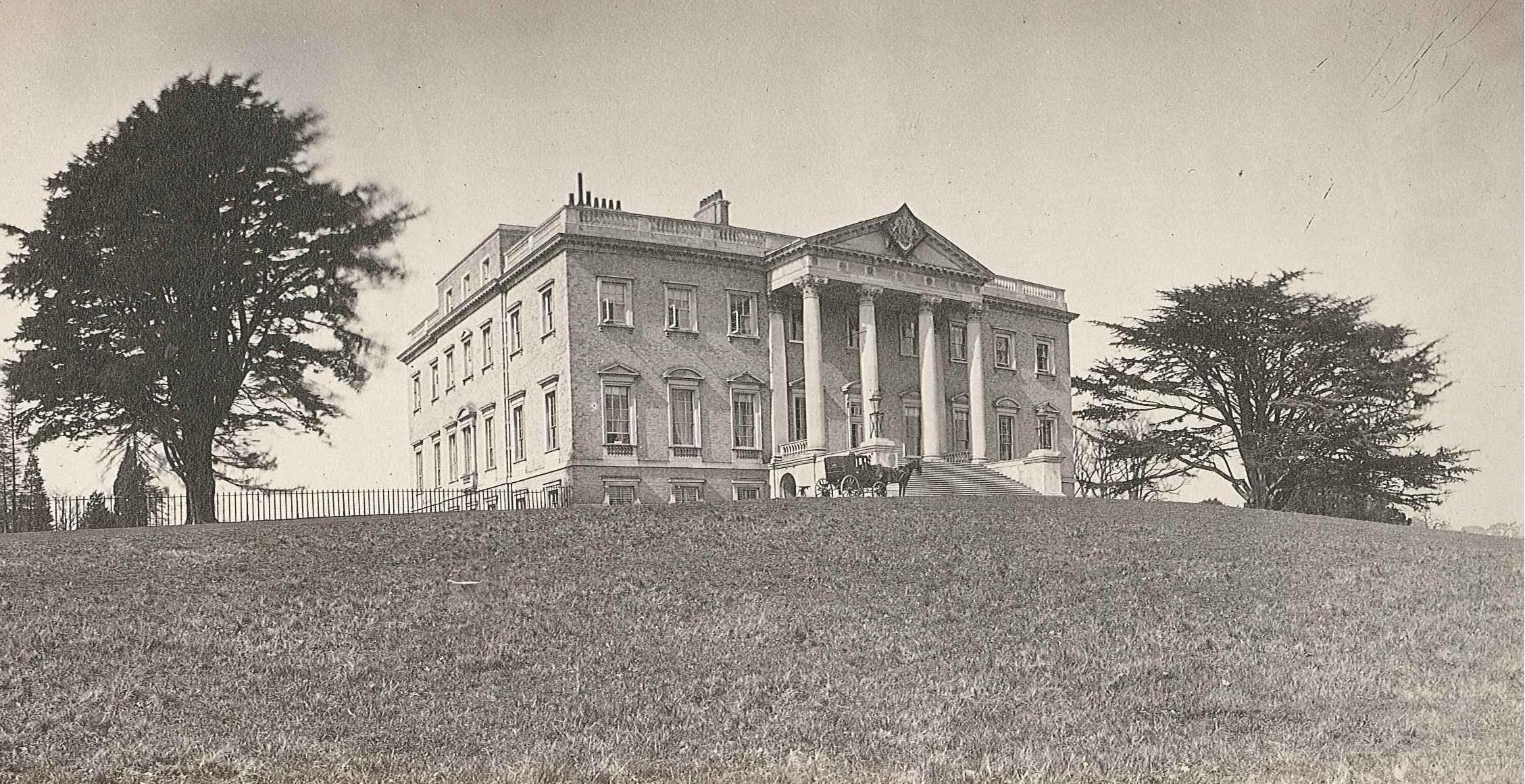
Клермонт-Хаус

Жила з дітьми у Клермонт-Хаусі. Заміж більше не виходила, хоча у 1901 році багато говорили про її можливе одруження з колишнім прем'єр-міністром Арчибальдом Прімроузом.
Згідно з мемуарами, Олена була розумною, мала сильне почуття обов'язку та була схильна до соціальної роботи. Королева Вікторія в листі доньці відзначала, що дуже задоволена невісткою та її звичкою «ходити між людей», оскільки перший час побоювалася, що та є типовою німецькою принцесою. Згодом королева почала ставитися до Олени з великою повагою та любов'ю.
У 1894 році стала одним із засновників Дептфордського фонду. Фонд, спочатку призначений для допомоги в пошуку альтернативної роботи для жінок і дівчаток, зайнятих у небезпечній роботі по забою худоби, незабаром розширився. Були ініційовані багато проектів для надання допомоги місцевій громаді. У 1899 році відкрила Інститут Олбані. Також була залучена до діяльності кількох лікарняних благодійних організацій та у справах, спрямованих на припинення торгівлі людьми. У рік відкриття Інституту її син був обраний спадкоємцем престолу Саксен-Кобург-Готи та від'їхав до своїх нових володінь.
Під час Першої світової війни займалася благодійними проектами спільно з принцесами Беатрісою та Марією Луїзою. Карл Едуард у цей час брав участь у війні на боці Німеччини, через що був позбавлений усіх британських титулів.
Померла 1 вересня 1922 року в Гінтеріссі від серцевого нападу під час відвідин сина. Похована поруч місцевої каплиці.

## Родина

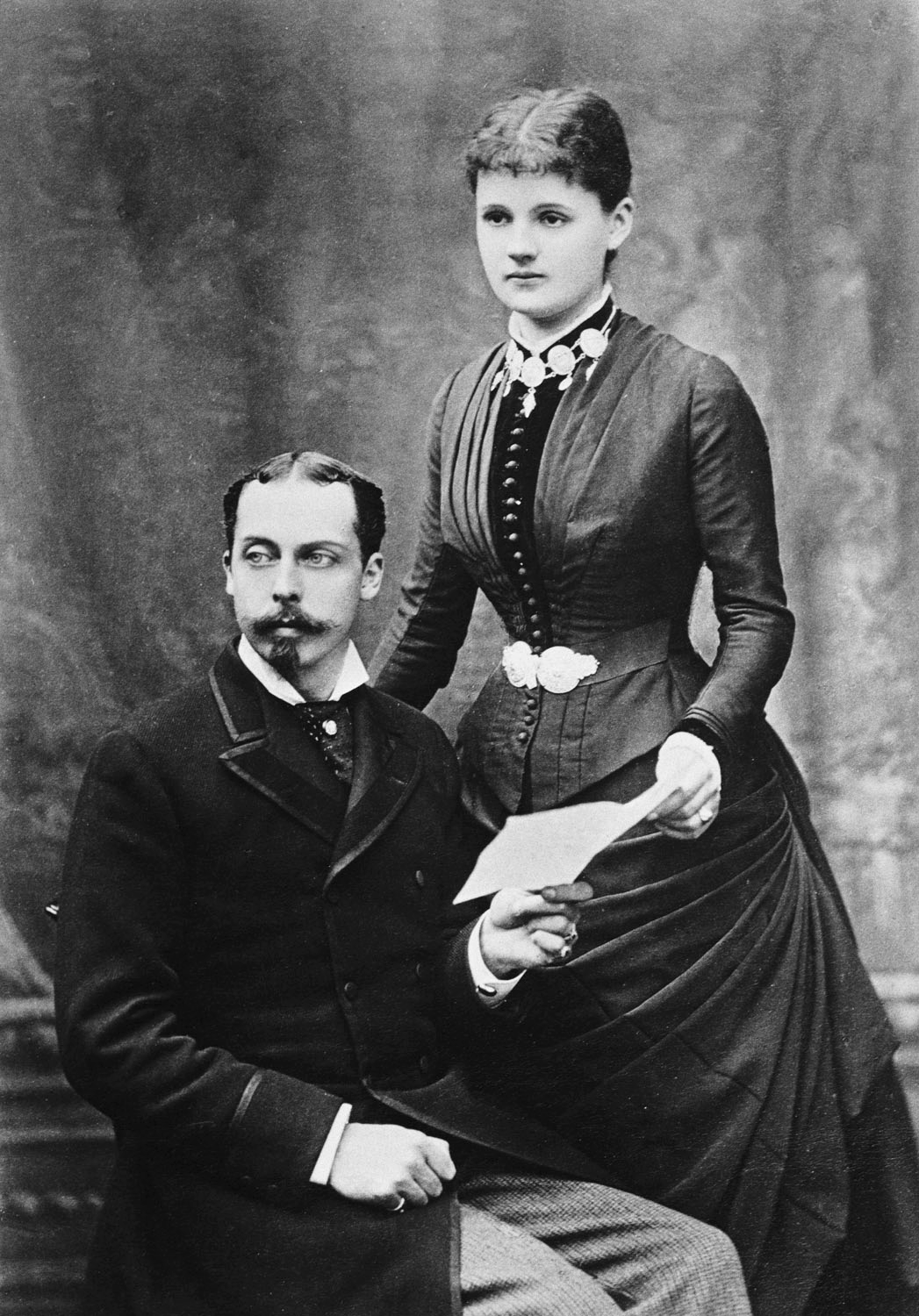
Із чоловіком, 1882 рік

Чоловік —  Леопольд Георг Дункан Альберт
Діти:
- Аліса (1883—1981) — дружина принца Александра Текського, графа Атлонського, мала трьох дітей;
- Карл Едуард (1884—1954) — герцог Саксен-Кобург-Готи у 1900—1918 роках, був одружений із принцесою Вікторією Адельгейдою Глюксбурзькою, мав п'ятеро дітей.

## Нагороди
- Орден Індійської корони (Британська імперія);
- Королівський орден Вікторії та Альберта 1 класу (Британська імперія);
- Орден Святого Іоанна Єрусалимського (Британська імперія);
- Королівський родинний орден короля Едуарда VII (Британська імперія);
- Королівський Червоний Хрест (Британська імперія).

## Титули
- 17 лютого 1861—27 квітня 1882 — Її Світлість Принцеса Олена Вальдек-Пірмонтська;
- 27 квітня 1882—28 березня 1884 — Її Королівська Високість Герцогиня Олбані;
- 28 березня 1884—1 вересня 1922 — Її Королівська Високість Вдовіюча Герцогиня Олбані.

## Вшанування
- На честь Олени у 1890 році був названий сорт ломинісу Герцогиня Олбані.[5]